# Чешское пиво

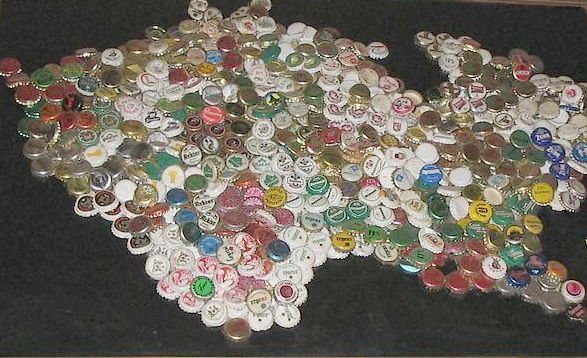
Карта Чехии, сделанная из пробок.

Чешское пиво имеет долгую историю и высокую репутацию в мире. В основном, в Чехии распространены лагеры (чеш. Ležák), но имеются и другие виды пива вроде пшеничного или портерa. В 2008 году Европейская комиссия присвоила Чешскому пиву (České pivo) статус PGI (Защищённое географическое указание).

## Торговая марка

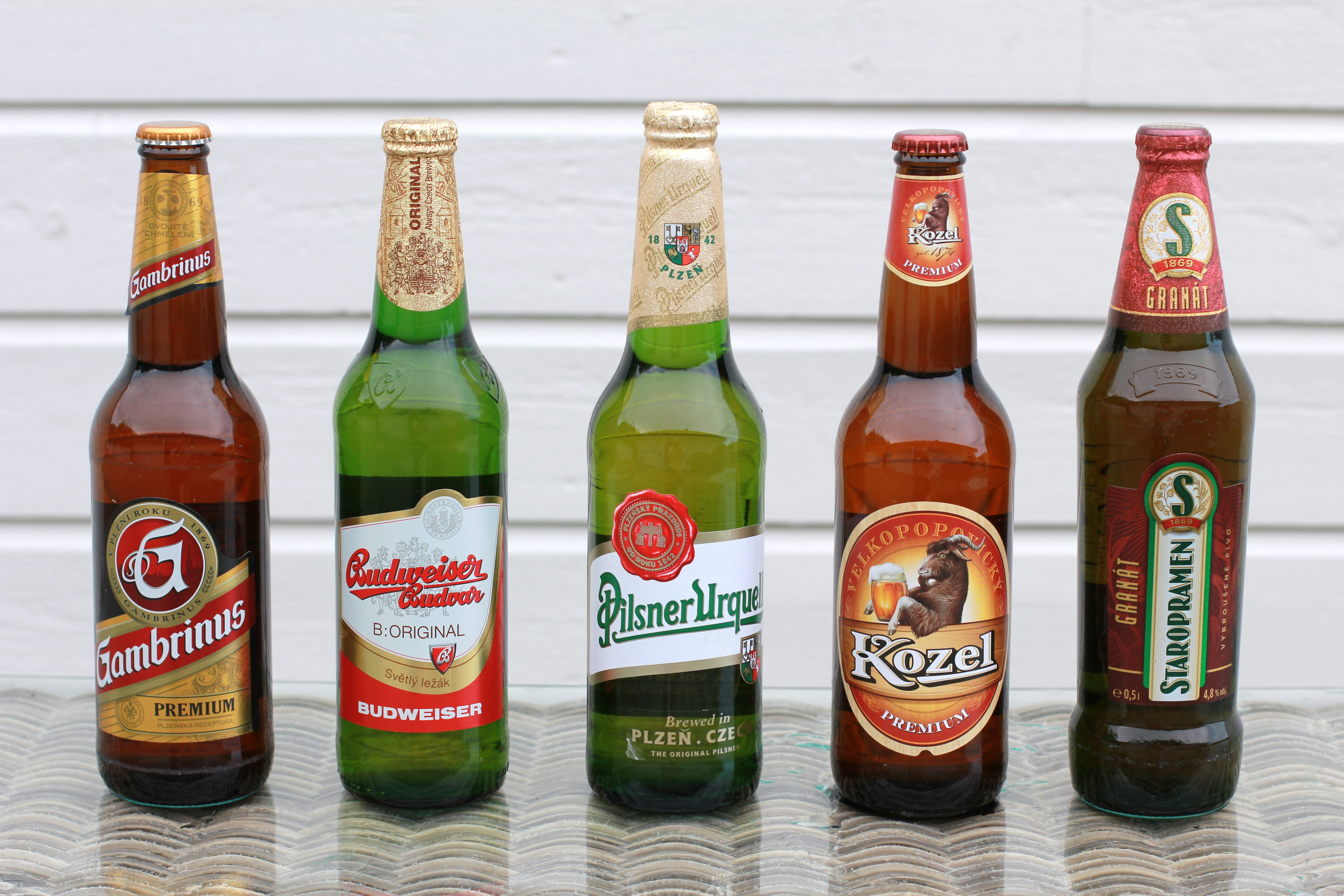
Бутылочное чешское пиво

Чешское пиво (чеш. České pivo) является охраняемой географической маркой (чеш. chráněné zeměpisné označení). Право называться чешским пивом выдаётся после аудита и контроля сырья, процесса готовки и свойств окончательного продукта государственной сельскохозяйственной и продовольственной инспекцией (чеш. Státní zemědělská a potravinářská inspekce). На 27 ноября 2009 года правом называться Чешским пивом обладают только торговые марки Pilsner Urquell, Radegast, Gambrinus и Velkopopovický Kozel. Но это относится только к тому пиву, которое производится на территории Чешской Республики. Пиво, которое производят под этими марками в других странах, таким правом не обладают.

## История
Пиво на территории Чехии начали варить ещё кельты, но впервые пиво упоминается в 1088 году в письме князя Бржетислава, где он распорядился даровать несколько мешков хмеля вышеградским монахам для варки пива. Первой известной «пивоварней» была брненская пивоварня, упомянутая в 1118 году. Тогда же, в XII веке, производство пива было настолько расширено, что варилось в каждом доме. Первые законы, касающиеся пива, появились только в XIII веке, тогда же появились первые цеха пивоваров. В XIV-XV веках появились первые крупные пивоваренные заводы, некоторые из которых существуют и сейчас. В XVIII веке брненский пивовар Ондржей Поупе сделал немало для улучшения качества чешского пива, а также основал первую в Европе «Пивоварскую школу».

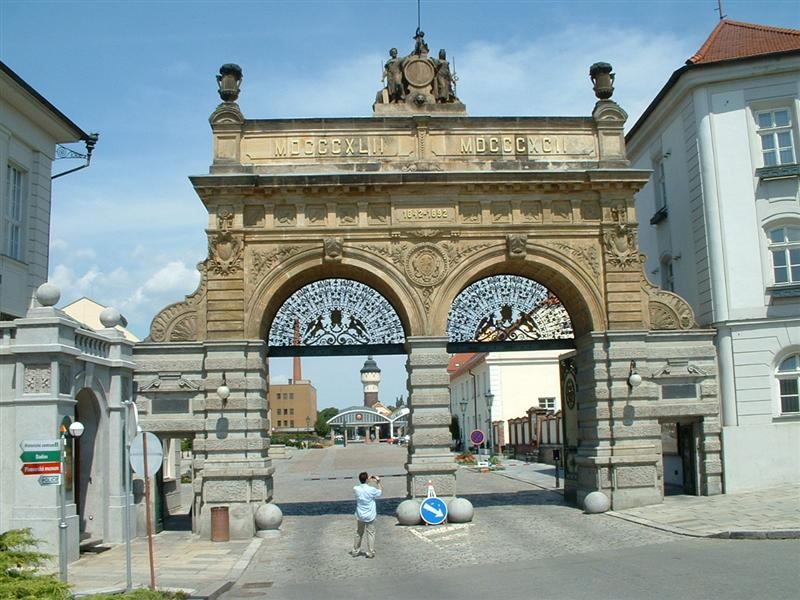
Ворота Пльзенского завода

Ключевым для чешского пива стал 1842 год, когда баварский пивовар Йозеф Гролл сварил в Пльзене пиво нового типа — Пильзнер, которое стало своеобразным «законодателем моды» в Чехии и получило распространение во всей Европе, а в 1874 году добралось до США. Так чешское пиво стало популярным во всём мире.
Первая мировая война и последующая экономическая депрессия принесли катастрофу — многие пивоваренные заводы разорились. После Второй мировой войны в 1948 году после наступления социализма в Чехословакии, чехословацкие пивовары не модернизировались и продолжали использовать традиционные методы варки пива, что способствовало сохранению высокого качества. В настоящее время некоторые пивоваренные заводы, производящие дешёвое пиво, «модернизировали» заводы, стали ускорять процесс, что привело к падению качества пива на этих заводах.